# Ludwig Theodor Zöllner
Pour les articles homonymes, voir Zöllner.
Ludwig Theodor Zöllner, né le 28 septembre 1796 à Oschatz et mort le 8 juillet 1860 à Dresde, est un dessinateur de portraits et lithographe allemand.

## Biographie
Ludwig Theodor Zöllner nait le 28 septembre 1796 à Oschatz.
Il est d'abord dans le commerce, étudiant le dessin comme agrément. Il se rend à Paris pour étudier la lithographie. À son retour en royaume de Saxe, il s'établit comme lithographe, dessinant sur pierre en particulier des portraits. Il reproduit également des ouvrages de H. Vernet, K. Sebrder et d'autres.
Ludwig Theodor Zöllner meurt le 8 juillet 1860 à Dresde.

Quelques lithographies de Zöllner
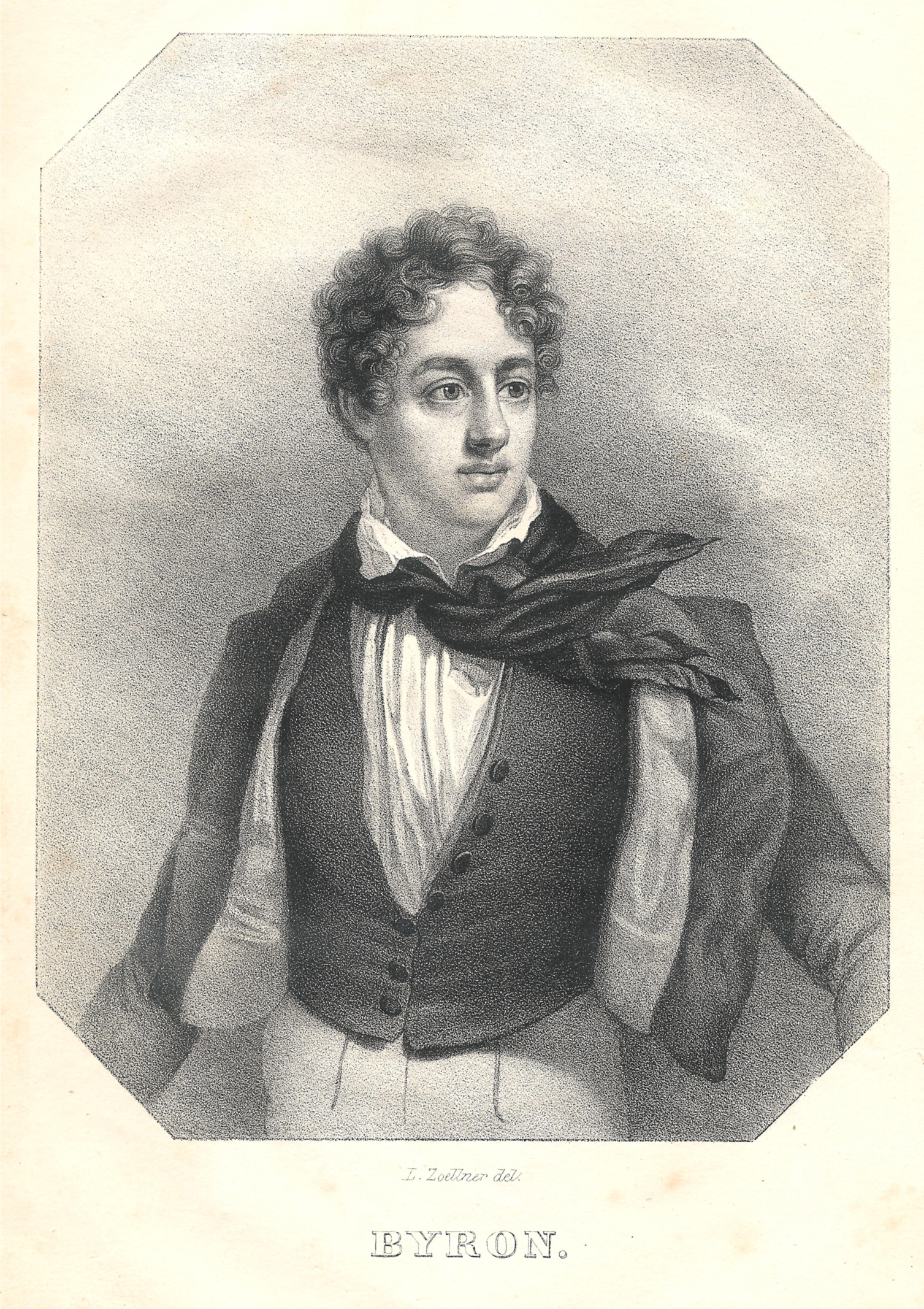
George Gordon Byron, auch bekannt als Lord Byron, avant 1824.
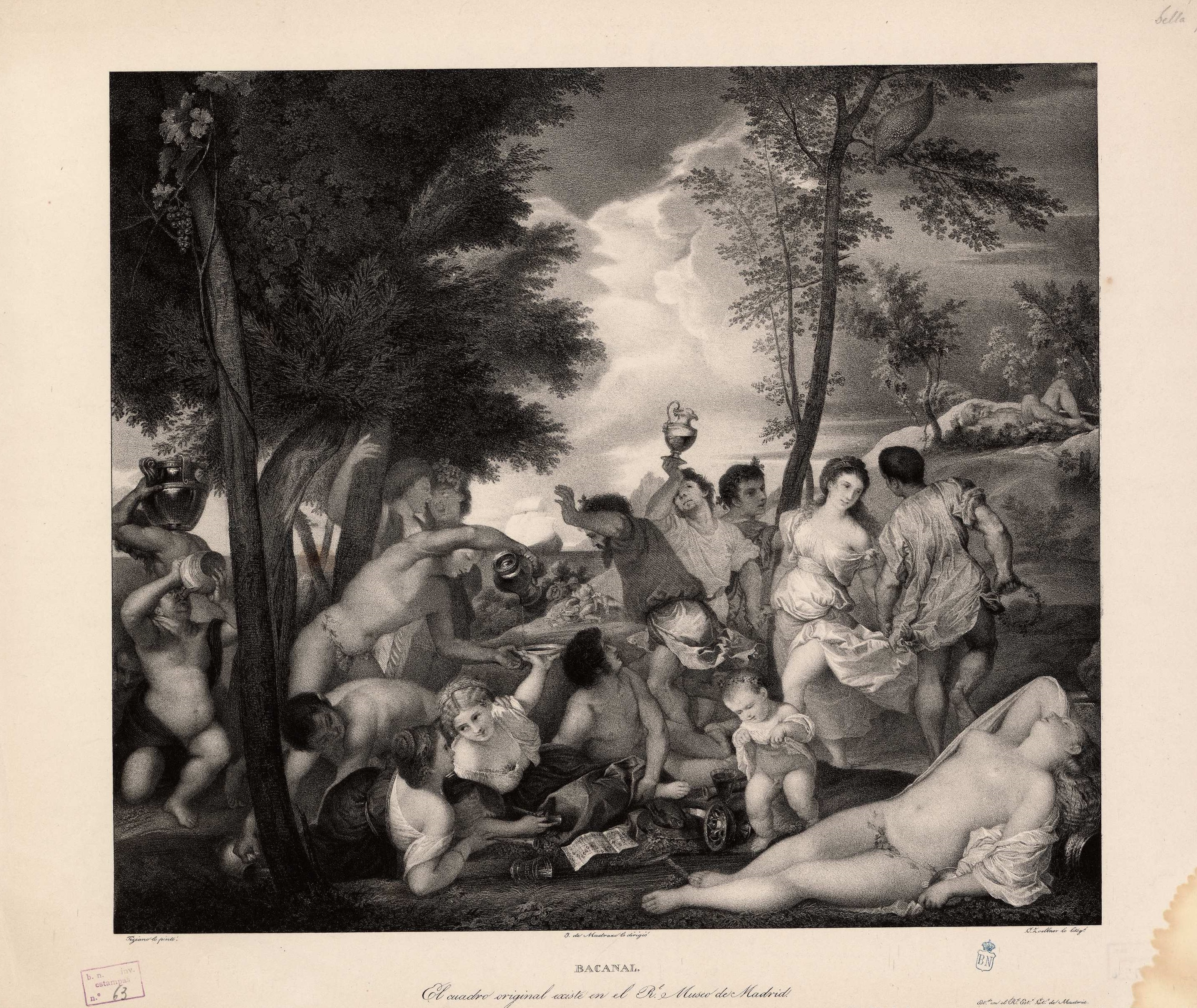
Bacanal, d'après un tableau de Titien, 1832.
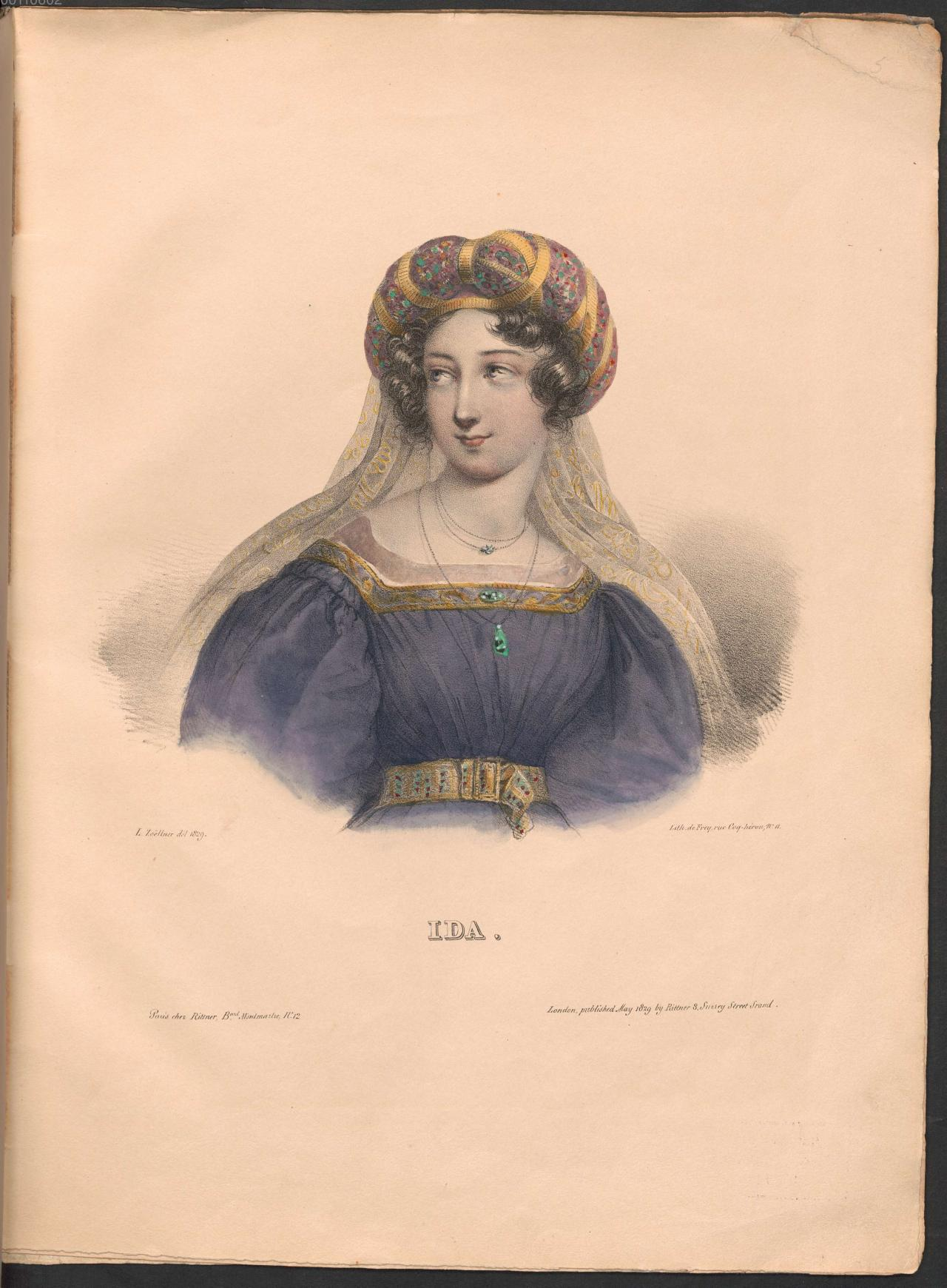
Ida, tirée du recueil Costumes de Théâtre - Comte Ory, 1829.